# Castillo de Évoramonte
El Castillo de Evoramonte, que se escribe alternativamente Évora Monte o Évoramonte, es un castillo portugués en la parroquia civil de Evoramonte, municipio de Estremoz en el antiguo distrito de Évora. Iniciado en 1160, en el período gótico, fue ampliado en siglos posteriores en el estilo manuelino. Fue en este lugar donde se firmó la «Concesión de Evoramonte», o la Convención de Evora-Monte) el 26 de mayo de 1834, que puso fin a las Guerras Liberales entre las fuerzas liberales de la Reina María II de Portugal, bajo la regencia de su padre  Pedro VI de Portugal y los ejércitos absolutistas de Miguel I de Portugal. Desde 1910, está clasificado como monumento nacional portugués.

## Historia

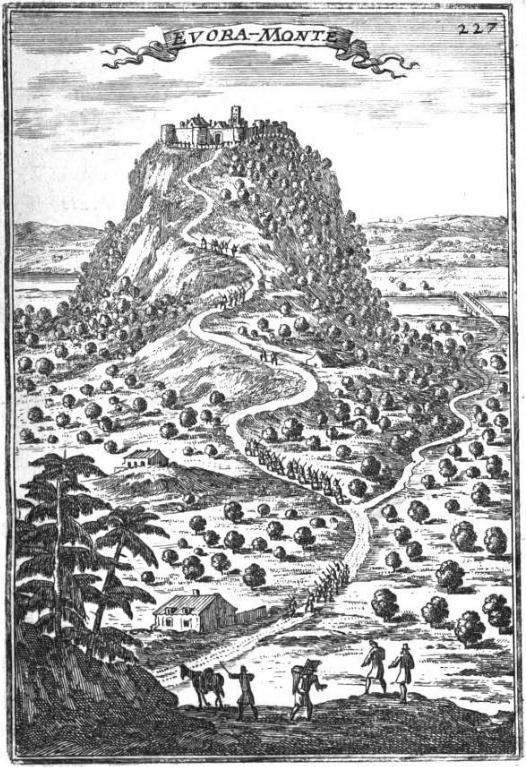
grabado de 1684, que representa la ciudad amurallada de Evoramonte, con la torre en el centro

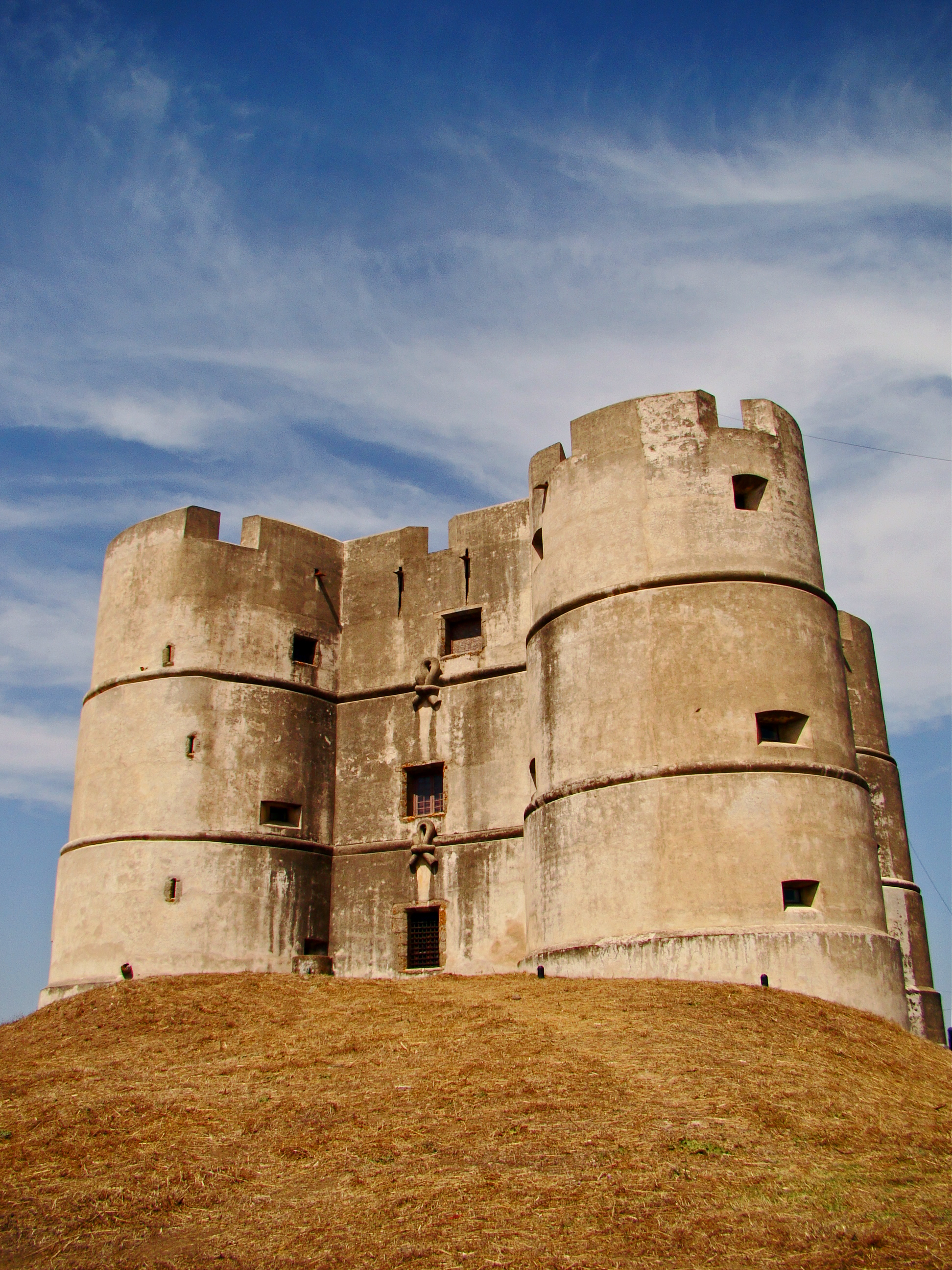
Las imponentes y sobrecargadas superficies del Castillo de Evoramonte

En algún momento del siglo XII, la región de Évora Monte fue conquistada de los moros por las fuerzas de Geraldo Sempavor. En 1248 se emitió una carta foral para incentivar el asentamiento en la región, que fue reafirmada en 1271.
Alrededor de 1306, el  Don Denis ordenó la fortificación de la ciudad: fue en esta época cuando comenzó la construcción del castillo, que incluía la estructura principal, las murallas y las puertas.
Tras el ascenso de Juan I de Portugal al trono portugués, el castillo y las tierras asociadas fueron entregadas al alcalde Nuno Álvares Pereira, quien más tarde las pasó a su nieto.
Un nuevo foral fue expedido en 1516, por el rey Manuel. La campaña de reconstrucción durante el reinado de Manuel, a partir de 1516, dio lugar a la fortificación con cuatro torres cilíndricas que definieron el perímetro rectangular por Francisco de Arruda (completada en 1531).
El terremoto de Lisboa de 1531 destruyó la torre del castillo medieval. Esta estructura fue reconstruida por Teodósio I, Duque de Braganza, quien, en ese momento, era el amo de la región y de la ciudad.
El 26 de mayo de 1834, se firmó la Concesión de Evoramonte entre Miguel de Portugal y su hermano Pedro VI de Portugal, en nombre de su hija María de la Gloria, poniendo fin a las Guerras Liberales.
En 1855 se extinguió el municipio de Evoramonte, y su administración histórica se dividió en los municipios vecinos de Estremoz, Évora, Arraiolos y Redondo.
Entre 1930 y 1940, fueron las primeras obras públicas para recuperar y renovar los terrenos y el castillo de Evoramonte, bajo la supervisión de la Direcção Geral dos Edifícios e Monumentos Nacionais (DGMEN). Estas acciones, que ocurrieron principalmente en 1937, incluyeron la restauración de las torres y la consolidación de los parapetos.
Las intervenciones posteriores se produjeron entre 1971-1979, en proyectos de restauración del castillo; 1980-1981, en la recuperación de las murallas; en 1982, la construcción de un sistema de saneamiento; seguido en 1984 por nuevos proyectos de restauración, culminando en el proyecto de la fase dos en 1986 (que incluía la construcción y la restauración acompañadas de la fotografía de las reparaciones). Finalmente, en 1987 se instaló la electricidad en el terreno.
El 1 de junio de 1992, en virtud del Decreto 106F/92, este edificio fue transferido a la tutela del Instituto Português do Património Arquitectónico (IPPAR), con el fin de rehabilitar y monetizar la estructura.
En febrero de 2006, se iniciaron las conmemoraciones para celebrar los 700 años de existencia del castillo.

## Arquitectura

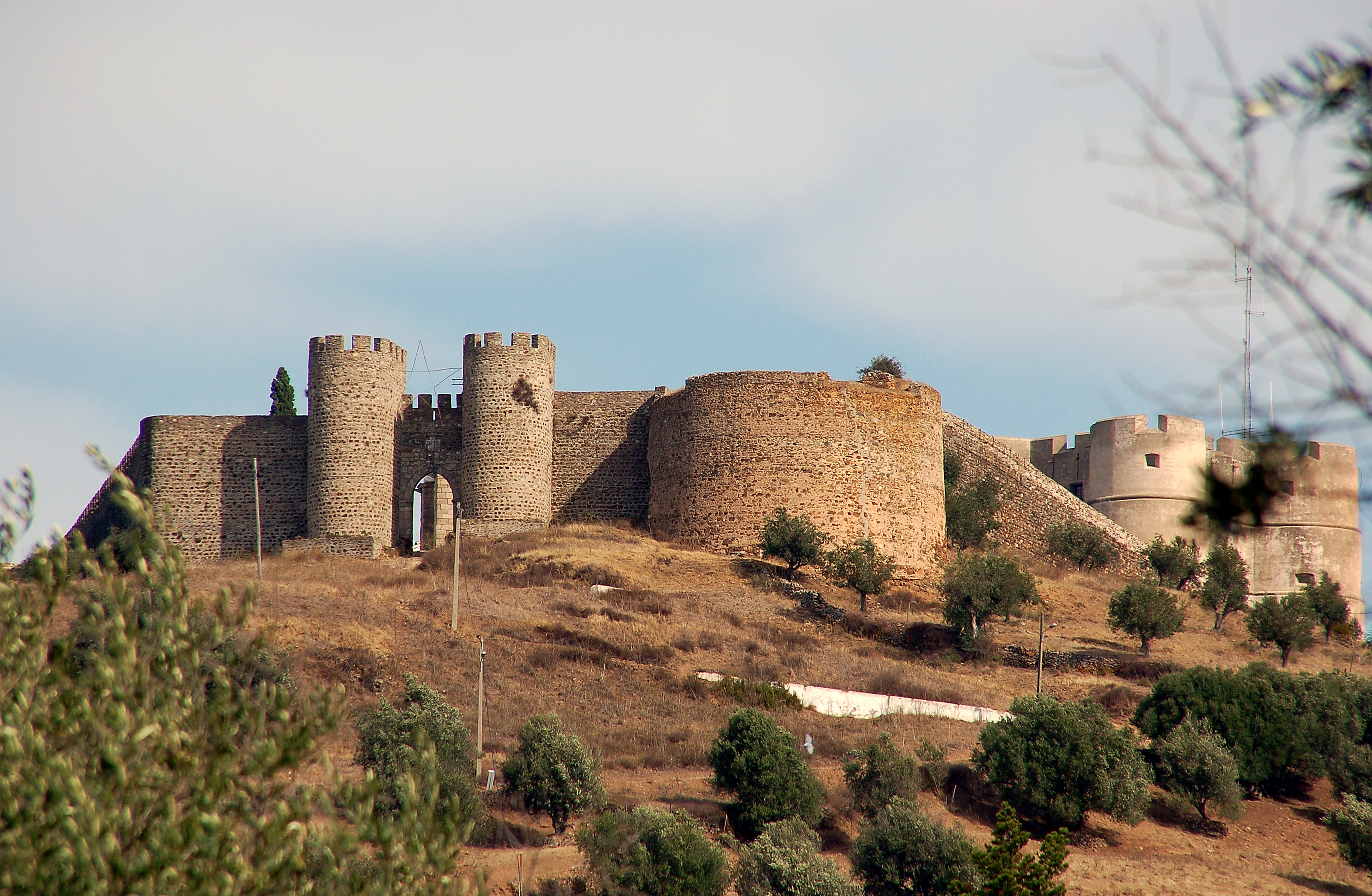
El granito gris del castillo se asoma desde detrás de las murallas medievales de la ciudad vieja

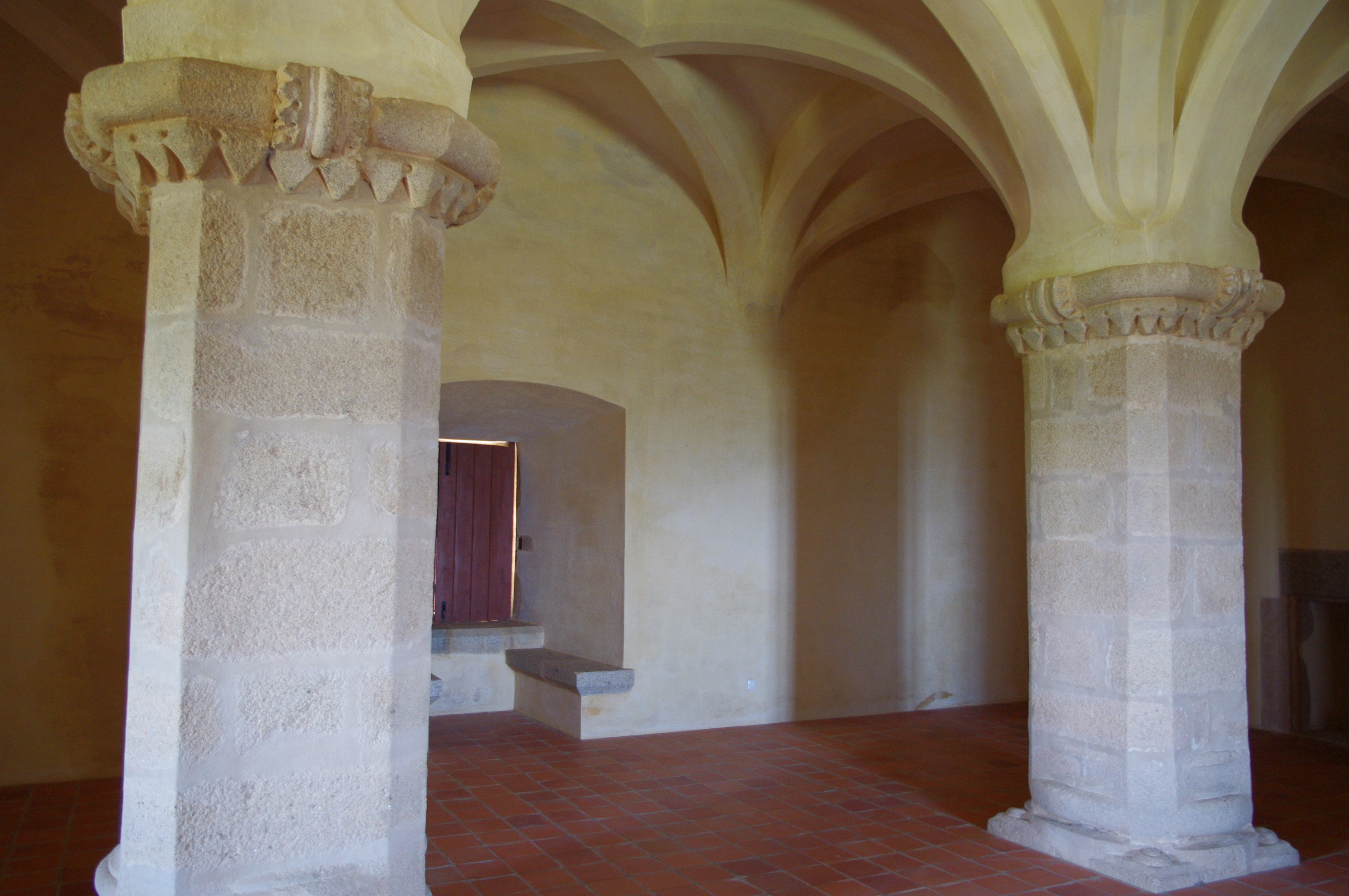
La celosía interna de columnas y nervios de la sala del segundo piso del castillo

El castillo corona la escarpa de la Serra d' Ossa, con una vista dominante de las rutas locales y lejanas, dominando una de las plazas más grandes de Portugal: el municipio de Estremoz.
El castillo es un edificio rectangular inusual, con torres circulares moldeadas en la estructura, que le dan al castillo características agresivas y poderosas. El edificio es mucho más grande en la base, y está achaflanado a la altura de sus tres pisos, y coronado por grandes  merlones. Los tres pisos están claramente delimitados por una cornisa en forma de anillo en cada nivel, típica del estilo manuelino, estas cornisas están esculpidas en una cuerda, atada en el frontispicio de la estructura. En varios lugares a lo largo de las torres cilíndricas hay emplazamientos de cañones, más estrechos hacia el interior, que proporcionan una imagen belicosa y sombría. En cada piso hay una ventana rectangular, excepto en la planta baja expuesta al norte, donde se fija un pórtico.
En el gran salón del primer piso, el techo en forma de óvado,  abovedado, se apoya en cuatro columnas, y se eleva en un entresijo de venas esculpidas. Una  celosía similar, aunque más pequeña, se utiliza en los pisos restantes. Por las torres cilíndricas del oeste, una escalera circular da acceso a los pisos sucesivos.